# Hans-Martin Hinz

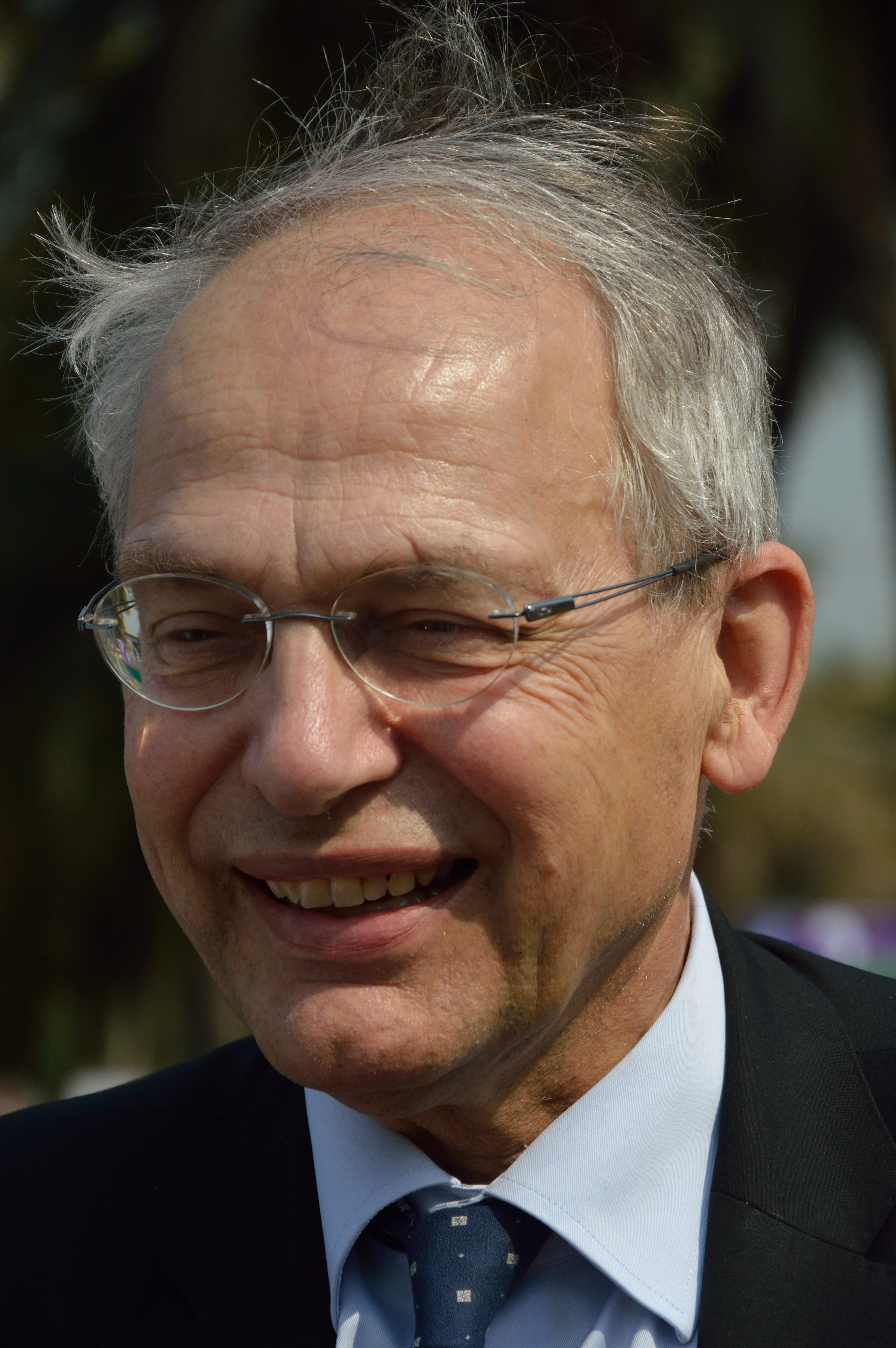
Hans-Martin Hinz, 2014

Hans-Martin Hinz (* 31. Juli 1947 in Berlin) ist ein deutscher Geschichtswissenschaftler und Museumsexperte. Von 2010 bis 2016 war er Präsident des International Council of Museums (ICOM).

## Leben und Wirken
Hans-Martin Hinz absolvierte zunächst eine kaufmännische Lehre und war in der Tourismusbranche tätig (1963–1968). Er arbeitete als Geschäftsführer eines Berliner Jugendverbandes (1968–1970) und erwarb die Hochschulreife auf dem Zweiten Bildungsweg (1970–1972). Dann studierte er von 1972 bis 1978 an der Freien Universität Berlin Geschichte, Geographie, Pädagogik und Philosophie, war Promotionsstipendiat des Cusanuswerks, Bonn (Hochbegabtenförderung) und wurde im Fach Geographie zum Dr. rer. nat. promoviert. Als Studienreferendar unterrichtete er von 1982 bis 1984 Geschichte, Gesellschaftskunde, Politische Weltkunde und Erdkunde.
Seine Karriere im Kulturbereich begann Hinz als Wissenschaftlicher Referent bei der Senatsverwaltung für Kulturelle Angelegenheiten, Berlin (1985–1991), wo er vor allem 1987 bei der Gründung des Deutschen Historischen Museums (DHM) mitwirkte, aber auch bei der Evaluierung der Museen und Gedenkstätten Ost- und West-Berlins nach der Öffnung der Mauer 1989. Zentrum seiner beruflichen Arbeit wurde das Deutsche Historische Museum, wo er in den Jahren 1991 bis 2000 und von 2002 bis 2012 als Abteilungsdirektor und Mitglied der Geschäftsführung am Aufbau des neuen Nationalmuseums maßgeblichen Anteil hatte. Die in dieser Zeit politisch wichtige Gremienarbeit und die Außenvertretung des Museums, die Mitwirkung in Gremien und Beiräten – wie etwa in der deutsch-französischen Fachkommission für die Rückführung kriegsbedingt verlagerter Kulturgüter und in der Gedenkstättenkommission des Bundes – lagen in seiner Zuständigkeit. Er war auch verantwortlich für das nationale und internationale wissenschaftliche Veranstaltungsprogramm des Museums und für die inhaltliche und organisatorische Vorbereitung der Gründung weiterer Museen und Gedenkstätten in Berlin sowie die Vorbereitung von Architektenwettbewerben. In seinem Bereich lagen auch die Presse- und Öffentlichkeitsarbeit sowie das Marketing für das Museum. Er vertrat das Museum in nationalen und internationalen Museumsverbänden. Hinz kuratierte mehrere internationale Ausstellungen und realisierte dabei die Kernkonzeption für das Deutsche Historische Museum, deutsche Geschichte im internationalen Zusammenhang und multiperspektivisch darzustellen.
2000 wurde Hinz in die Kulturpolitik berufen und war bis 2001 Staatssekretär des Senators Stölzl für Wissenschaft, Forschung und Kultur in Berlin und damit Behördenleiter und Vorsitzender von Trägerorganisationen diverser Kultureinrichtungen.
Im Jahre 2013 berief ihn der Freistaat Bayern zum Honorarprofessor an die Universität Bayreuth, wo er vor allem Museologie im Fachbereich Neue und Neueste Geschichte unterrichtet.

## Arbeit im International Council of Museums (ICOM)
Hans-Martin Hinz engagiert sich ehrenamtlich in Kultur- und Wissenschaftseinrichtungen. 2010 wurde Hinz als erster Deutscher auf der 25. Generalversammlung in Shanghai zum Präsident des ICOM gewählt, dem größten internationalen Kulturverband der Welt, dem International Council of Museums mit derzeit über 46 000 Mitgliedern und Sitz Paris, und 2013 auf der 28. Generalversammlung in Rio de Janeiro als Präsident für weitere drei Jahre bestätigt. Dabei richtete er den Verband stärker global aus, entwickelte neue strategische Planungen, stärkte die Professionalisierung von Museumspersonal weltweit durch die Einrichtung von permanenten und periodischen Trainings-Centern, stellte den Verband auf sichere finanzielle Grundlagen und erweiterte die Programme zum Schutz des kulturellen Erbes, insbesondere auch für Krisengebiete der Welt. Er entwickelte ICOM zu einem engen Partner der UNESCO.
Zuvor war Hinz bereits Präsident des deutschen Nationalkomitees von ICOM (1999–2004), des Regionalkomitees ICOM-Europe (2002–2005) sowie in Leitungspositionen weiterer ICOM-Unterorganisationen.
Seit 2017 ist er Programmdirektor des ICOM International Training Center for Museum Studies, Peking, und war Jurymitglied für den European Museum of the Year Award, EMYA (2017–2018). Er wirkte als Sachpreisrichter für den Architekturwettbewerb der Ständigen Ausstellung Haus der Geschichte Österreich, Wien (2017), war Wertungsrichter (2018) für den internationalen Wettbewerb nationaler Museums-Preisträger bei THE BEST IN HERITAGE (Dubrovnik), leitete die Jury des Belarusian Museum Forum (2019), war Berater eines EU-Kulturprojekts (2013–2016) und ist vielfach Keynote Speaker auf internationalen und nationalen Konferenzen.

## Weiteres
Im nationalen Bereich war er u. a. Vorsitzender des Wissenschaftlichen Beirates der Stiftung Stadtmuseum Berlin (2004–2008), Vorsitzender der Arbeitsgemeinschaft außeruniversitärer historischer Forschungseinrichtungen (AHF), München (2003–2012), war Mitglied beim Deutschen Kulturrat (1999–2004), Vorstandsmitglied der Gesellschaft für Erdkunde (2007–2019) und wirkte im Beirat des Hauses der Geschichte Baden-Württemberg (2009–2013). Darüber hinaus leitete er mehrere Ausstellungsbeiräte.
Hinz ist gegenwärtig Vorsitzender des Wissenschaftlichen Beirates für das Sudetendeutsche Museum, München sowie Kuratoriumsmitglied bei der Curt-Engelhorn-Stiftung, Mannheim, und stellvertretender Vorsitzender der Stiftung für vergleichende europäische Überseegeschichte, Bamberg. Zudem ist er Mitglied des Expertengremiums der Kultusministerkonferenz der Länder (KMK) für das Europäische Kulturerbe-Siegel (EU-Ministerrat und Parlament) und wirkt in Herausgebergremien mehrerer Fachpublikationen.
Bundespräsident Joachim Gauck zeichnete Hans-Martin Hinz für seine nationalen und internationalen Verdienste in Kultur und Wissenschaft 2014 mit dem Bundesverdienstkreuz aus.
Hinz hat mehr als 200 Veröffentlichungen, national und international, zu verzeichnen, vor allem zu Museumsthemen, aber auch als Herausgeber von Ausstellungskatalogen und Symposiums-Dokumentationen sowie Artikel zur Geschichts- und Geographiedidaktik und zur Museumsverbandsarbeit.
Hans-Martin Hinz lebt in Berlin und ist verheiratet mit Hella Hinz.

## Auszeichnungen
- 2014: Verdienstkreuz am Bande des Verdienstordens der Bundesrepublik Deutschland

## Publikationen
- Literatur von und über Hans-Martin Hinz im Katalog der Deutschen Nationalbibliothek

| Personendaten    | Personendaten                            |
| ---------------- | ---------------------------------------- |
| NAME             | Hinz, Hans-Martin                        |
| KURZBESCHREIBUNG | deutscher Museumsexperte, Staatssekretär |
| GEBURTSDATUM     | 31. Juli 1947                            |
| GEBURTSORT       | Berlin                                   |